# MLS is Back Tournament
L' MLS is Back è stato un torneo organizzato dalla Major League Soccer durante la stagione 2020, per segnare il ritorno della lega dopo lo stop dovuto alla pandemia di COVID-19. Dei 26 club della MLS, solamente 24 parteciparono alla competizione, a seguito del ritiro di FC Dallas e Nashville a causa dei troppi positivi al virus tra le proprie file. Il torneo si è tenuto a porte chiuse dall'8 luglio all'11 agosto presso l'ESPN Wide World of Sports Complex, all'interno del Walt Disney World Resort di Bay Lake, in Florida.

## Formula
Il torneo prevede una prima fase composta da sei gironi da quattro squadre. Ogni partecipante affronta ogni altra squadra del proprio girone una volta. Per ciascun incontro, alla squadra vincitrice verranno assegnati 3 punti, a quella sconfitta 0, mentre in caso di parità viene assegnato 1 punto a testa, i punti guadagnati in questa fase contano anche ai fini della classifica della stagione regolare MLS. Al termine della fase a gironi accederanno alla fase ad eliminazione diretta le prime due di ogni gruppo e le quattro migliori terze. In caso di parità di punti, verrà considerata davanti in classifica la squadra con la miglior differenza reti e, in caso di ulteriore parità, quella con il maggior numero di gol segnati. Qualora anche in questo caso vi sia una situazione di equilibrio, il miglior piazzamento andrà alla formazione che, nel corso delle tre partite, avrà accumulato il minor numero di punti disciplinari.
La fase a eliminazione diretta si gioca con partite di sola andata, in caso di parità al termine dei novanta minuti si tirano direttamente i rigori, senza disputa di tempi supplementari. La squadra vincitrice del torneo ottiene la qualificazione per la CONCACAF Champions League 2021.

## Sorteggio
Per il sorteggio sono state individuate sei teste di serie, assegnate una a ciascun girone: Atlanta United, Los Angeles FC, Seattle Sounders e Toronto FC semifinaliste dei play-off della scorsa edizione, Real Salt Lake terza classificata della western conference e i padroni di casa dell'Orlando City. Le altre squadre sono state sorteggiate. I ventisei club della MLS erano stati inizialmente suddivisi in sei gironi, tre per ciascuna conference, formati ognuno da quattro squadre, ad eccezione del girone A, formato da sei squadre. Al seguito però dei forfait di FC Dallas e Nashville, i gruppi sono stati riorganizzati e le ventiquattro squadre sono state suddivise in sei gironi da quattro squadre ciascuna, con il Chicago Fire spostato nel gruppo B.
| Girone         | A                  | B                   | C               | D               | E              | F                |
| -------------- | ------------------ | ------------------- | --------------- | --------------- | -------------- | ---------------- |
| Teste di serie | Orlando City       | Seattle Sounders    | Toronto FC      | Real Salt Lake  | Atlanta United | Los Angeles FC   |
| Sorteggiate    | Inter Miami        | Chicago Fire        | D.C. United     | Colorado Rapids | FC Cincinnati  | Houston Dynamo   |
| Sorteggiate    | New York City      | S.J. Earthquakes    | Montréal Impact | Minnesota Utd   | Columbus Crew  | LA Galaxy        |
| Sorteggiate    | Philadelphia Union | Vancouver Whitecaps | N.E. Revolution | Sporting K.C.   | N.Y. Red Bulls | Portland Timbers |

## Fase a gironi

### Girone A
| Squadra            | Pt | G | V | N | P | GF | GS | DR |
| ------------------ | -- | - | - | - | - | -- | -- | -- |
| Orlando City       | 7  | 3 | 2 | 1 | 0 | 6  | 3  | +3 |
| Philadelphia Union | 7  | 3 | 2 | 1 | 0 | 4  | 2  | +2 |
| New York City      | 3  | 3 | 1 | 0 | 2 | 2  | 4  | -2 |
| Inter Miami        | 0  | 3 | 0 | 0 | 3 | 2  | 5  | -3 |

| Arbitro: | R. Vazquez |

|                        |           |             |
| Mueller 70’ Nani 90+7’ | Marcatori | 47’ Agudelo |

| Arbitro: | A. Villareal |

|  |           |            |
|  | Marcatori | 63’ Bedoya |

| Arbitro: | R. Sibiga |

|            |           |                              |
| Medina 38’ | Marcatori | 4’, 10’ Mueller 81’ Akindele |

| Arbitro: | S. Petrescu |

|                             |           |             |
| Kai Wagner 5’ Przybylko 63’ | Marcatori | 36’ Pizarro |

| Arbitro: | R. Mendoza |

|  |           |             |
|  | Marcatori | 64’ Tajouri |

| Arbitro: | R. Vazquez |

|             |           |             |
| Ilsinho 68’ | Marcatori | 70’ Pereyra |

### Girone B
| Squadra             | Pt | G | V | N | P | GF | GS | DR |
| ------------------- | -- | - | - | - | - | -- | -- | -- |
| S.J. Earthquakes    | 7  | 3 | 2 | 1 | 0 | 6  | 3  | +3 |
| Seattle Sounders    | 4  | 3 | 1 | 1 | 1 | 4  | 2  | +2 |
| Vancouver Whitecaps | 3  | 3 | 1 | 0 | 2 | 5  | 7  | -2 |
| Chicago Fire        | 3  | 3 | 1 | 0 | 2 | 2  | 5  | -3 |

| Bay Lake 10 luglio 2020 | Seattle Sounders | 0 – 0 referto | S.J. Earthquakes | ESPN Wide World of Sports Complex\| Arbitro: \| D. Fischer \| |
| Arbitro:                | D. Fischer       |               |                  |                                                               |

| Arbitro: | R. Mendoza |

|                      |           |           |
| Berič 52’ Pineda 84’ | Marcatori | 77’ Bwana |

| Arbitro: | M. Oliveira |

|                                       |           |                                                     |
| Adnan 7’ Judson 22’ (aut.) Dajome 59’ | Marcatori | 45+2’ Rios 72’ Wondolowski 81’ Alanis 90+8’ Salinas |

| Arbitro: | R. Touchan |

|  |           |                              |
|  | Marcatori | 56’ Espinoza 83’ Wondolowski |

| Arbitro: | R. Sibiga |

|                                           |           |  |
| Lodeiro 16’ (rig.) Morris 34’ Ruidiaz 51’ | Marcatori |  |

| Arbitro: | A. Villareal |

|  |           |                      |
|  | Marcatori | 65’ Reyna 71’ Dajome |

### Girone C
| Squadra         | Pt | G | V | N | P | GF | GS | DR |
| --------------- | -- | - | - | - | - | -- | -- | -- |
| Toronto FC      | 5  | 3 | 1 | 2 | 0 | 6  | 5  | +1 |
| N.E. Revolution | 5  | 3 | 1 | 2 | 0 | 2  | 1  | +1 |
| Montréal Impact | 3  | 3 | 1 | 0 | 2 | 4  | 5  | -1 |
| D.C. United     | 2  | 3 | 0 | 2 | 1 | 3  | 4  | -1 |

| Arbitro: | G. Gonzales jr. |

|  |           |         |
|  | Marcatori | 56’ Bou |

| Arbitro: | F. Bazakos |

|                  |           |                            |
| Akinola 12’, 44’ | Marcatori | 84’ Higuain 90+1’ Brillant |

| Arbitro: | J. Marrufo |

|                                            |           |                                 |
| Quioto 14’ Taider 37’ (rig.), 90+4’ (rig.) | Marcatori | 8’ Laryea 25’, 37’, 83’ Akinola |

| Arbitro: | J. Dickerson |

|             |           |           |
| Higuain 72’ | Marcatori | 51’ Buksa |

| Bay Lake 21 luglio 2020 | Toronto FC | 0 – 0 referto | N.E. Revolution | ESPN Wide World of Sports Complex\| Arbitro: \| J. Marrufo \| |
| Arbitro:                | J. Marrufo |               |                 |                                                               |

| Arbitro: | A. Chilowicz |

|            |           |  |
| Taider 31’ | Marcatori |  |

### Girone D
| Squadra         | Pt | G | V | N | P | GF | GS | DR |
| --------------- | -- | - | - | - | - | -- | -- | -- |
| Sporting K.C.   | 6  | 3 | 2 | 0 | 1 | 6  | 4  | +2 |
| Minnesota Utd   | 5  | 3 | 1 | 2 | 0 | 4  | 3  | +1 |
| Real Salt Lake  | 4  | 3 | 1 | 1 | 1 | 2  | 2  | 0  |
| Colorado Rapids | 1  | 3 | 0 | 1 | 2 | 4  | 7  | -3 |

| Arbitro: | J. Dickerson |

|             |           |                                   |
| Shelton 43’ | Marcatori | 90+2’ (aut.) Shelton 90+7’ Molino |

| Arbitro: | J. Marrufo |

|                         |           |  |
| Rusnak 27’ Kreilach 76’ | Marcatori |  |

| Arbitro: | D. Gantar |

|                                          |           |                     |
| Shelton 65’ Pulido 72’ (rig.) Zusi 90+1’ | Marcatori | 6’ Acosta 84’ Lewis |

| Bay Lake 17 luglio 2020 | Real Salt Lake | 0 – 0 referto | Minnesota Utd | ESPN Wide World of Sports Complex\| Arbitro: \| A. Chilowicz \| |
| Arbitro:                | A. Chilowicz   |               |               |                                                                 |

| Arbitro: | F. Bazakos |

|  |           |                      |
|  | Marcatori | 1’ Russell 86’ Gerso |

| Arbitro: | G. Gonzales jr. |

|                      |           |                 |
| Kamara 19’ Lewis 59’ | Marcatori | 36’, 43’ Finlay |

### Girone E
| Squadra        | Pt | G | V | N | P | GF | GS | DR |
| -------------- | -- | - | - | - | - | -- | -- | -- |
| Columbus Crew  | 9  | 3 | 3 | 0 | 0 | 7  | 0  | +7 |
| FC Cincinnati  | 6  | 3 | 2 | 0 | 1 | 3  | 4  | -1 |
| N.Y. Red Bulls | 3  | 3 | 1 | 0 | 2 | 1  | 4  | -3 |
| Atlanta United | 0  | 3 | 0 | 0 | 3 | 0  | 3  | -3 |

| Arbitro: | A. Chapman |

|  |           |          |
|  | Marcatori | 4’ Valot |

| Arbitro: | I. Elfath |

|  |           |                                           |
|  | Marcatori | 27’ Zelarayan 30’, 49’ Zardes 60’ Mokhtar |

| Arbitro: | V. Rivas |

|  |           |           |
|  | Marcatori | 76’ Amaya |

| Arbitro: | R. Touchan |

|                          |           |  |
| Zardes 22’ Zelarayan 47’ | Marcatori |  |

| Arbitro: | T. Ford |

|  |           |             |
|  | Marcatori | 18’ Mokhtar |

| Arbitro: | M. Oliveira |

|                           |           |  |
| Kubo 43’ Valot 56’ (aut.) | Marcatori |  |

### Girone F
| Squadra          | Pt | G | V | N | P | GF | GS | DR |
| ---------------- | -- | - | - | - | - | -- | -- | -- |
| Portland Timbers | 7  | 3 | 2 | 1 | 0 | 6  | 4  | +2 |
| Los Angeles FC   | 5  | 3 | 1 | 2 | 0 | 11 | 7  | +4 |
| Houston Dynamo   | 2  | 3 | 0 | 2 | 1 | 5  | 6  | -1 |
| LA Galaxy        | 1  | 3 | 0 | 1 | 2 | 4  | 9  | -5 |

| Arbitro: | T. Ford |

|                                             |           |                                   |
| Wright-Phillips 19’ Rossi 63’ Rodriguez 69’ | Marcatori | 9’, 30’ Memo Rodríguez 45+5’ Elis |

| Arbitro: | R. Touchan |

|               |           |                         |
| Hernandez 88’ | Marcatori | 59’ Ebobisse 66’ Blanco |

| Arbitro: | I. Elfath |

|                         |           |                 |
| Ebobisse 35’ Valeri 61’ | Marcatori | 86’ (rig.) Elis |

| Arbitro: | A. Chapman |

|                                                                      |           |                                     |
| Rossi 13’ (rig.), 45+2’, 75’, 90+2’ Wright-Phillips 56’ El Monir 80’ | Marcatori | 5’ (aut.) Blessing 31’ (rig.) Pavon |

| Arbitro: | V. Rivas |

|                    |           |              |
| Pavon 90+2’ (rig.) | Marcatori | 17’ Quintero |

| Arbitro: | D. Fischer |

|                              |           |                          |
| Wright-Phillips 36’ Kaye 40’ | Marcatori | 7’ Niezgoda 81’ Ebobisse |

### Confronto tra le terze classificate
Le quattro migliori terze si qualificano agli ottavi di finale.
| Gr | Squadra             | Pt | G | V | N | P | GF | GS | DR |
| -- | ------------------- | -- | - | - | - | - | -- | -- | -- |
| D  | Real Salt Lake      | 4  | 3 | 1 | 1 | 1 | 2  | 2  | 0  |
| C  | Montréal Impact     | 3  | 3 | 1 | 0 | 2 | 4  | 5  | -1 |
| B  | Vancouver Whitecaps | 3  | 3 | 1 | 0 | 2 | 5  | 7  | -2 |
| A  | New York City       | 3  | 3 | 1 | 0 | 2 | 2  | 4  | -2 |
| E  | N.Y. Red Bulls      | 3  | 3 | 1 | 0 | 2 | 1  | 4  | -3 |
| F  | Houston Dynamo      | 2  | 3 | 0 | 2 | 1 | 5  | 6  | -1 |

## Fase a eliminazione diretta

### Tabellone
|  | Ottavi                 | Ottavi |  |                    | Quarti           | Quarti |  |                    | Semifinali       | Semifinali |  |                  | Finale       | Finale |
|  |                        |        |  |                    |                  |        |  |                    |                  |            |  |                  |              |        |
|  | Philadelphia Union     | 1      |  |                    |                  |        |  |                    |                  |            |  |                  |              |        |
|  | Philadelphia Union     | 1      |  |                    |                  |        |  |                    |                  |            |  |                  |              |        |
|  | N.E. Revolution        | 0      |  |                    |                  |        |  |                    |                  |            |  |                  |              |        |
|  | N.E. Revolution        | 0      |  | Philadelphia Union | 3                |        |  |                    |                  |            |  |                  |              |        |
|  |                        |        |  | Philadelphia Union | 3                |        |  |                    |                  |            |  |                  |              |        |
|  |                        |        |  |                    | Sporting K.C.    | 1      |  |                    |                  |            |  |                  |              |        |
|  | Sporting K.C. (dtr)    | 0 (3)  |  |                    | Sporting K.C.    | 1      |  |                    |                  |            |  |                  |              |        |
|  | Sporting K.C. (dtr)    | 0 (3)  |  |                    |                  |        |  |                    |                  |            |  |                  |              |        |
|  | Vancouver Whitecaps    | 0 (1)  |  |                    |                  |        |  |                    |                  |            |  |                  |              |        |
|  | Vancouver Whitecaps    | 0 (1)  |  |                    |                  |        |  | Philadelphia Union | 1                |            |  |                  |              |        |
|  |                        |        |  |                    |                  |        |  | Philadelphia Union | 1                |            |  |                  |              |        |
|  |                        |        |  |                    |                  |        |  |                    | Portland Timbers | 2          |  |                  |              |        |
|  | Toronto FC             | 1      |  |                    |                  |        |  |                    | Portland Timbers | 2          |  |                  |              |        |
|  | Toronto FC             | 1      |  |                    |                  |        |  |                    |                  |            |  |                  |              |        |
|  | New York City          | 3      |  |                    |                  |        |  |                    |                  |            |  |                  |              |        |
|  | New York City          | 3      |  | New York City      | 1                |        |  |                    |                  |            |  |                  |              |        |
|  |                        |        |  |                    |                  |        |  |                    |                  |            |  |                  |              |        |
|  |                        |        |  |                    | Portland Timbers | 3      |  |                    |                  |            |  |                  |              |        |
|  | Portland Timbers (dtr) | 1 (4)  |  |                    |                  |        |  |                    |                  |            |  |                  |              |        |
|  | Portland Timbers (dtr) | 1 (4)  |  |                    |                  |        |  |                    |                  |            |  |                  |              |        |
|  | FC Cincinnati          | 1 (2)  |  |                    |                  |        |  |                    |                  |            |  |                  |              |        |
|  | FC Cincinnati          | 1 (2)  |  |                    |                  |        |  |                    |                  |            |  | Portland Timbers | 2            |        |
|  |                        |        |  |                    |                  |        |  |                    |                  |            |  | Portland Timbers | 2            |        |
|  |                        |        |  |                    |                  |        |  |                    |                  |            |  |                  | Orlando City | 1      |
|  | Orlando City           | 1      |  |                    |                  |        |  |                    |                  |            |  |                  | Orlando City | 1      |
|  | Orlando City           | 1      |  |                    |                  |        |  |                    |                  |            |  |                  |              |        |
|  | Montréal Impact        | 0      |  |                    |                  |        |  |                    |                  |            |  |                  |              |        |
|  | Montréal Impact        | 0      |  | Orlando City (dtr) | 1 (5)            |        |  |                    |                  |            |  |                  |              |        |
|  |                        |        |  | Orlando City (dtr) | 1 (5)            |        |  |                    |                  |            |  |                  |              |        |
|  |                        |        |  |                    | Los Angeles FC   | 1 (4)  |  |                    |                  |            |  |                  |              |        |
|  | Seattle Sounders       | 1      |  |                    |                  |        |  |                    |                  |            |  |                  |              |        |
|  | Seattle Sounders       | 1      |  |                    |                  |        |  |                    |                  |            |  |                  |              |        |
|  | Los Angeles FC         | 4      |  |                    |                  |        |  |                    |                  |            |  |                  |              |        |
|  | Los Angeles FC         | 4      |  |                    |                  |        |  | Orlando City       | 3                |            |  |                  |              |        |
|  |                        |        |  |                    |                  |        |  | Orlando City       | 3                |            |  |                  |              |        |
|  |                        |        |  |                    |                  |        |  |                    | Minnesota Utd    | 1          |  |                  |              |        |
|  | S.J. Earthquakes       | 5      |  |                    |                  |        |  |                    | Minnesota Utd    | 1          |  |                  |              |        |
|  | S.J. Earthquakes       | 5      |  |                    |                  |        |  |                    |                  |            |  |                  |              |        |
|  | Real Salt Lake         | 2      |  |                    |                  |        |  |                    |                  |            |  |                  |              |        |
|  | Real Salt Lake         | 2      |  | S.J. Earthquakes   | 1                |        |  |                    |                  |            |  |                  |              |        |
|  |                        |        |  | S.J. Earthquakes   | 1                |        |  |                    |                  |            |  |                  |              |        |
|  |                        |        |  |                    | Minnesota Utd    | 4      |  |                    |                  |            |  |                  |              |        |
|  | Columbus Crew          | 1 (3)  |  |                    | Minnesota Utd    | 4      |  |                    |                  |            |  |                  |              |        |
|  | Columbus Crew          | 1 (3)  |  |                    |                  |        |  |                    |                  |            |  |                  |              |        |
|  | Minnesota Utd (dtr)    | 1 (5)  |  |                    |                  |        |  |                    |                  |            |  |                  |              |        |
|  | Minnesota Utd (dtr)    | 1 (5)  |  |                    |                  |        |  |                    |                  |            |  |                  |              |        |

### Ottavi di finale
| Arbitro: | M. Oliveira |

|              |           |  |
| Akindele 60’ | Marcatori |  |

| Arbitro: | I. Elfath |

|            |           |  |
| Santos 63’ | Marcatori |  |

| Arbitro: | A. Chilowicz |

|             |           |                                            |
| Mullins 87’ | Marcatori | 5’ Medina 55’ Castellanos 81’ Maxi Moralez |

| Arbitro: | V. Rivas |

|                          |                      |                              |
| Pulido Ilie Sallói Busio | Tiri di rigore 3 – 1 | Dajome Owusu Cornelius Reyna |

| Arbitro: | D. Fischer |

|                                                                         |           |                           |
| Espinoza 21’ Eriksson 49’ (rig.), 90+6’ (rig.) Vako 61’ Wondolowski 86’ | Marcatori | 22’ Martinez 75’ Kreilach |

| Arbitro: | J. Marrufo |

|           |           |                                                  |
| Bruin 75’ | Marcatori | 14’ (rig.), 82’ Rossi 39’ Blessing 89’ Rodriguez |

| Arbitro: | A. Chapman |

|                             |                      |                                         |
| Zardes 79’                  | Marcatori            | 18’ Lod                                 |
| Adi Santos Cadden Zelarayan | Tiri di rigore 3 – 5 | Alonso Gregus Schoenfeld Edwards Gasper |

| Arbitro: | A. Villareal |

|                             |                      |                             |
| Niezgoda 67’                | Marcatori            | 81’ (rig.) Locadia          |
| Valeri Mora Blanco Niezgoda | Tiri di rigore 4 – 2 | De Jong Cruz Locadia Waston |

### Quarti di finale
| Arbitro: | R. Touchan |

|                              |           |              |
| Monteiro 24’ Santos 26’, 39’ | Marcatori | 45+1’ Pulido |

| Arbitro: | J. Dickerson |

|                                                 |                      |                                         |
| João Moutinho 90’                               | Marcatori            | 60’ Wright-Phillips                     |
| Pereyra Smith João Moutinho Antonio Carlos Nani | Tiri di rigore 5 – 4 | Ginella Harvey Rossi Rodriguez Blessing |

| Arbitro: | J. Marrufo |

|                     |           |                                             |
| Eriksson 50’ (rig.) | Marcatori | 20’ Lod 21’ Hayes 56’ Amarilla 86’ Hairston |

| Arbitro: | R. Sibiga |

|                   |           |                                |
| Medina 27’ (rig.) | Marcatori | 43’ Blanco 65’ Valeri 76’ Polo |

### Semifinali
| Arbitro: | A. Chapman |

|            |           |                         |
| Wooten 85’ | Marcatori | 13’ Ebobisse 70’ Blanco |

| Arbitro: | D. Fischer |

|                            |           |          |
| Nani 36’, 42’ Michel 90+6’ | Marcatori | 83’ Toye |

### Finale
| Arbitro: | I. Elfath |

|                         |           |             |
| Mabiala 27’ Zuparic 66’ | Marcatori | 39’ Pereyra |